# 湯沢市立雄勝中学校
湯沢市立雄勝中学校（ゆざわしりつ おがちちゅうがっこう）は、秋田県湯沢市の旧雄勝町域にある公立中学校。

## 概要
- 本校は、概ね湯沢市の旧雄勝町域を学区とする。
- 2019年（平成31年・令和元年）度の生徒数は121名。

## 沿革
- 1972年（昭和47年）4月1日 - 横掘・院内・小野・秋ノ宮の各中学校を統合して開校。ただし、校舎は完成しておらず、雄勝中学校◯◯校舎として存続し、名目上のみ統合だった。
- 1974年（昭和49年）
  - 2月14日 - 校章、校歌制定。
  - 5月1日 - 上記4校舎が統合され発足。これにより事実上の完全統合した。
  - 4月10日 - 特別教室棟完成。
  - 10月31日 - 体育館竣工。
  - 11月11日 - 校舎落成記念式典挙行。
- 1976年（昭和51年）4月26日 - 中庭整地作業。
- 1978年（昭和53年）
  - 6月18日 - 校門の工事完了。
  - 11月4日 - ブロンズ像「希望の像」除幕式。
  - 11月x日 - 陸上競技場竣工。
- 1980年（昭和55年）10月 - 雄心館(武道館)竣工。
- 1982年（昭和57年）1月25日 - 創立10周年記念式典挙行。
- 1989年（平成元年）7月 - 10月まで、第1期改修工事（管理棟、特別教室棟）。
- 1990年（平成2年）7月 - 10月まで、第2期改修工事（教室棟、体育館）。
- 1998年（平成10年）8月 - 情報処理室にパソコン40台を新規入れ替え。校内警備システム始動開始。
- 1999年（平成11年）7月 - 保健室冷房装置設置。中庭改修工事完了（散策路、ベンチ、渡り石）。
- 2001年（平成13年）11月 - 統合30周年記念式典挙行。
- 2004年（平成16年）10月 - プール解体。
- 2008年（平成20年）4月 - 雄勝武道場「雄心館」が、学校へ移管される。
- 2012年（平成24年）7月 - 2014年（平成26年）3月まで、校舎大規模改造工事実施。
- 2014年（平成26年）
  - 2月 - 校舎大改造工事終了。
  - 3月 - 校舎外構工事終及び自転車置き場完成。
- 2015年（平成27年）4月 - 雄勝小学校・雄勝中学校一体型校舎使用開始。

## 通学区域
- 湯沢市の雄勝町域。

## 著名な出身者
- 菅義偉　政治家、第99代内閣総理大臣（雄勝町立秋ノ宮中学校卒業）

## 周辺
- 湯沢市立雄勝小学校 - 同一建物内
- 国道13号
  - 東山トンネル
- 役内川
- 秋田県立湯沢翔北高等学校雄勝校

## アクセス
- 湯沢市役所雄勝総合支所（旧:雄勝町役場）から、
  - 徒歩で約870m・約13分（最短ルート移動した場合）。
  - 車で約1km・1～2分。
- JR奥羽本線横堀駅から、
  - 徒歩で約1.2km・約18分（最短ルート移動した場合）。
  - 車で約1.4km・約2分。